# Sagelat
Sagelat est une commune française située dans le département de la Dordogne, en région Nouvelle-Aquitaine.

## Géographie

### Généralités
La petite commune de Sagelat s'inscrit entre trois cours d'eau : la Nauze, un affluent de la rive gauche de la Dordogne, et deux de ses propres affluents de sa rive droite, les hauteurs du val du Mamarel et la Vallée (dérive du Valech) qui, de nos jours, connaît de longues et sévères intermittences.
La route départementale 710, de Ribérac au nord du Lot-et-Garonne (et qui se prolonge ensuite vers Fumel) lui accorde, pour quelques décamètres, un petit salut. La sécante principale de la commune est la RD 53.
Cette commune, jadis essentiellement agricole, vit de nos jours plutôt sur le tertiaire.

### Communes limitrophes
Sagelat est limitrophe de cinq autres communes. Au nord, son territoire est distant de moins de 850 mètres de celui de Marnac.
| Siorac-en-Périgord |                | Saint-Germain-de-Belvès |
| Monplaisant        | Sagelat        | Carves                  |
|                    | Pays de Belvès |                         |

### Géologie et relief

#### Géologie
Situé sur la plaque nord du Bassin aquitain et bordé à son extrémité nord-est par une frange du Massif central, le département de la Dordogne présente une grande diversité géologique. Les terrains sont disposés en profondeur en strates régulières, témoins d'une sédimentation sur cette ancienne plate-forme marine. Le département peut ainsi être découpé sur le plan géologique en quatre gradins différenciés selon leur âge géologique. Sagelat est située dans le troisième gradin à partir du nord-est, un plateau formé de calcaires hétérogènes du Crétacé.
Les couches affleurantes sur le territoire communal sont constituées de formations superficielles du Quaternaire et de roches sédimentaires datant pour certaines du Cénozoïque, et pour d'autres du Mésozoïque. La formation la plus ancienne, notée c4b-c, date du Santonien moyen à supérieur, composée de calcaire crayo-glauconieux avec niveaux à huîtres (P. vesicularis), devenant au sommet plus grossier à silex et rudistes (Saint-Félix-de-Reillac), faciès pouvant évoluer vers des sables fins et grès carbonatés à rudistes. La formation la plus récente, notée Eg, fait partie des formations superficielles de type grèze ou colluvions fluvio-glaciaires calcaires cimentées. Le descriptif de ces couches est détaillé dans  la feuille « no 831 - Belvès » de la carte géologique au 1/50 000 de la France métropolitaine, et sa notice associée.

Carte géologique de Sagelat.

#### Relief et paysages
Le département de la Dordogne se présente comme un vaste plateau incliné du nord-est (491 m, à la forêt de Vieillecour dans le Nontronnais, à Saint-Pierre-de-Frugie) au sud-ouest (2 m à Lamothe-Montravel). L'altitude du territoire communal varie quant à elle entre 65 mètres et 219 mètres,.
Dans le cadre de la Convention européenne du paysage entrée en vigueur en France le 1er juillet 2006, renforcée par la loi du 8 août 2016 pour la reconquête de la biodiversité, de la nature et des paysages, un atlas des paysages de la Dordogne a été élaboré sous maîtrise d’ouvrage de l’État et publié en octobre 2020. Les paysages du département s'organisent en huit unités paysagères,. La commune fait partie du Périgord noir, un paysage vallonné et forestier, qui ne s’ouvre que ponctuellement autour de vallées-couloirs et d’une multitude de clairières de toutes tailles. Il s'étend du nord de la Vézère au sud de la Dordogne (en amont de Lalinde) et est riche d’un patrimoine exceptionnel.
La superficie cadastrale de la commune publiée par l'Insee, qui sert de référence dans toutes les statistiques, est de 7,57 km2,,. La superficie géographique, issue de la BD Topo, composante du Référentiel à grande échelle produit par l'IGN, est quant à elle de 7,81 km2.

### Hydrographie

#### Réseau hydrographique
La commune est située dans le bassin de la Dordogne au sein du Bassin Adour-Garonne. Elle est drainée par la Nauze, la Vallée, et par un petit cours d'eau, qui constituent un réseau hydrographique de 11 km de longueur totale,.
La Nauze, d'une longueur totale de 17,59 km, prend sa source dans la commune de Mazeyrolles et se jette dans la Dordogne en rive gauche à Siorac-en-Périgord, face à Coux et Bigaroque-Mouzens,. Elle arrose l'ouest de la commune sur plus de quatre kilomètres, lui servant en grand partie de limite naturelle, face à Monplaisant.
La Vallée, d'une longueur totale de 11,33 km, prend sa source dans la commune de Saint-Laurent-la-Vallée et se jette dans la Nauze en rive droite à Siorac-en-Périgord. Elle marque la limite territoriale à l'est sur plus de quatre kilomètres, face à Carves et Saint-Germain-de-Belvès.

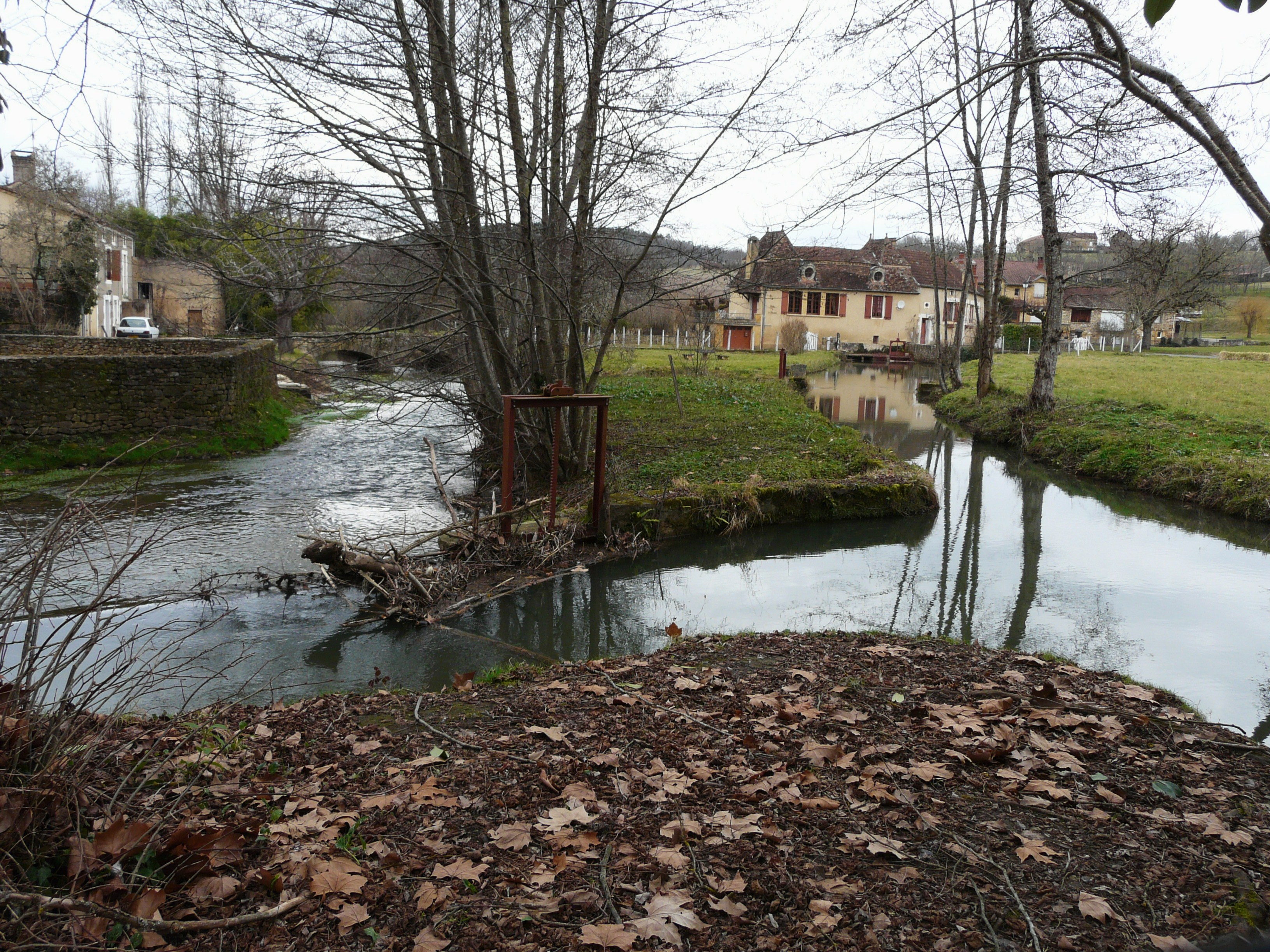
La Nauze à Sagelat.
Réseaux hydrographique et routier de Sagelat.

#### Gestion et qualité des eaux
Le territoire communal est couvert par le schéma d'aménagement et de gestion des eaux (SAGE) « Dordogne amont ». Ce document de planification, dont le territoire s'étend des sources de la Dordogne jusqu'à la confluence de la Vézère à Limeuil, d'une superficie de 9 700 km2 est en cours d'élaboration. La structure porteuse de l'élaboration et de la mise en œuvre est l'établissement public territorial de bassin de la Dordogne (EPIDOR). Il définit sur son territoire les objectifs généraux d’utilisation, de mise en valeur et de protection quantitative et qualitative des ressources en eau superficielle et souterraine, en respect des objectifs de qualité définis dans le troisième SDAGE  du Bassin Adour-Garonne qui couvre la période 2022-2027, approuvé le 10 mars 2022.
La qualité des eaux de baignade et des cours d’eau peut être consultée sur un site dédié géré par les agences de l’eau et l’Agence française pour la biodiversité.

### Climat
Pour des articles plus généraux, voir Climat de la Nouvelle-Aquitaine et Climat de la Dordogne.
Historiquement, la commune est exposée à un climat océanique aquitain.  
En 2020, Météo-France publie une typologie des climats de la France métropolitaine dans laquelle la commune est exposée à un climat océanique altéré et est dans la région climatique  Aquitaine, Gascogne, caractérisée par une pluviométrie abondante au printemps, modérée en automne, un faible ensoleillement au printemps, un été chaud (19,5 °C), des vents faibles, des brouillards fréquents en automne et en hiver et des orages fréquents en été (15 à 20 jours).
Pour la période 1971-2000, la température annuelle moyenne est de 13 °C, avec  une amplitude thermique annuelle de 15,3 °C. Le cumul annuel moyen de précipitations est de 907 mm, avec 12,2 jours de précipitations en janvier et 6,7 jours en juillet. Pour la période 1991-2020, la température moyenne annuelle observée sur la station météorologique la plus proche, située sur la commune de Pays de Belvès à 1 km à vol d'oiseau, est de 13,0 °C et le cumul annuel moyen de précipitations est de 888,2 mm,. Pour l'avenir, les paramètres climatiques de la commune estimés pour 2050 selon différents scénarios d’émission de gaz à effet de serre sont consultables sur un site dédié publié par Météo-France en novembre 2022.

## Urbanisme

### Typologie
Au 1er janvier 2024, Sagelat est catégorisée commune rurale à habitat très dispersé, selon la nouvelle grille communale de densité à 7 niveaux définie par l'Insee en 2022.
Elle est située hors unité urbaine et hors attraction des villes,.

### Occupation des sols
L'occupation des sols de la commune, telle qu'elle ressort de la base de données européenne d’occupation biophysique des sols Corine Land Cover (CLC), est marquée par l'importance des territoires agricoles (59 % en 2018), en diminution par rapport à 1990 (65 %). La répartition détaillée en 2018 est la suivante : 
forêts (41 %), zones agricoles hétérogènes (32,6 %), prairies (26,4 %). L'évolution de l’occupation des sols de la commune et de ses infrastructures peut être observée sur les différentes représentations cartographiques du territoire : la carte de Cassini (XVIIIe siècle), la carte d'état-major (1820-1866) et les cartes ou photos aériennes de l'IGN pour la période actuelle (1950 à aujourd'hui).

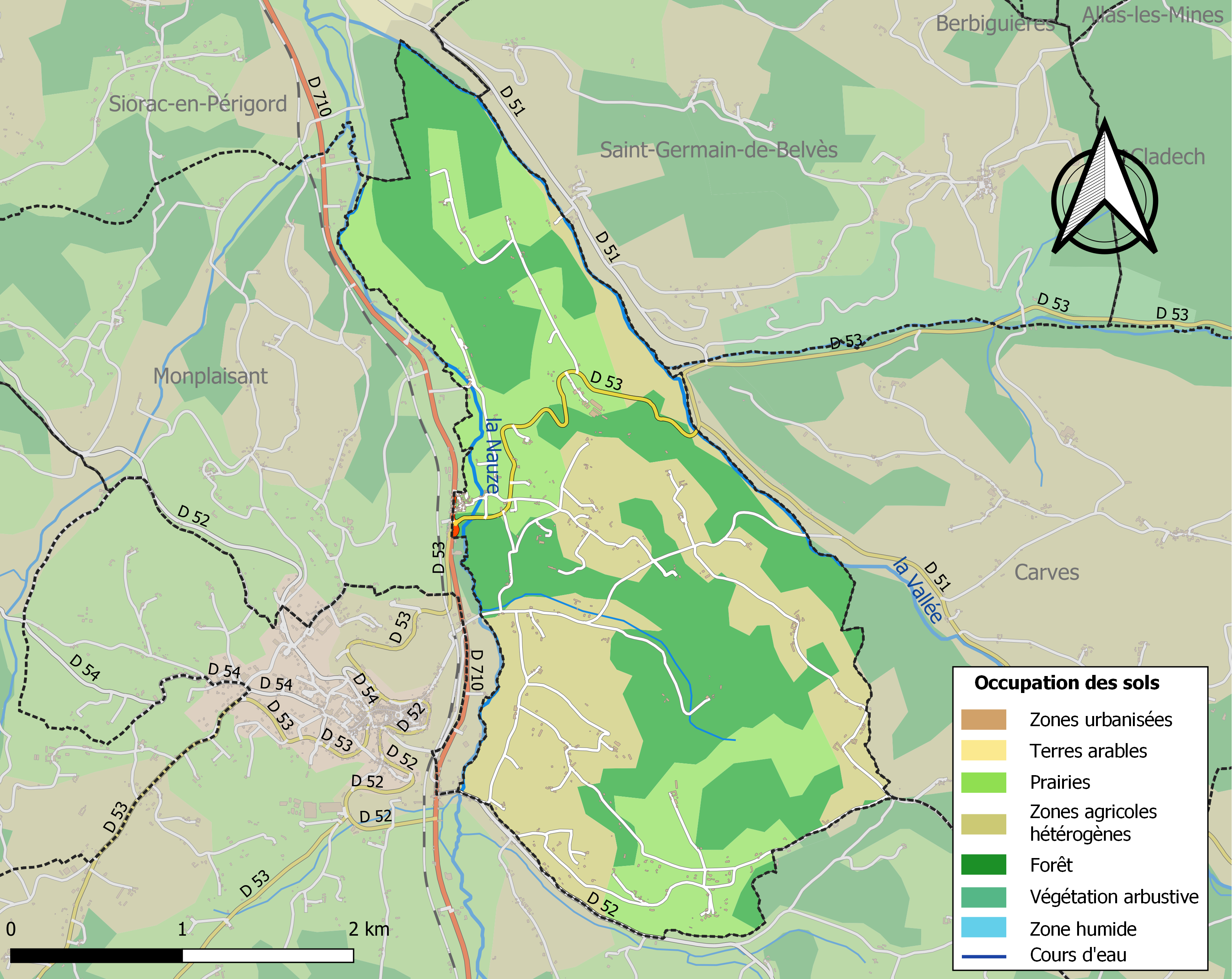
Carte des infrastructures et de l'occupation des sols de la commune en 2018 (CLC).

### Prévention des risques
Le territoire de la commune de Sagelat est vulnérable à différents aléas naturels : météorologiques (tempête, orage, neige, grand froid, canicule ou sécheresse), inondations, feux de forêts, mouvements de terrains et séisme (sismicité très faible). Il est également exposé à un risque technologique, la rupture d'un barrage. Un site publié par le BRGM permet d'évaluer simplement et rapidement les risques d'un bien localisé soit par son adresse soit par le numéro de sa parcelle.

#### Risques naturels
Certaines parties du territoire communal sont susceptibles d’être affectées par le risque d’inondation par débordement de cours d'eau, notamment la Nauze et la Vallée. La commune a été reconnue en état de catastrophe naturelle au titre des dommages causés par les inondations et coulées de boue survenues en 1982, 1993, 1996, 1999, 2005 et 2008,. Le risque inondation est pris en compte dans l'aménagement du territoire de la commune par le biais du plan de prévention des risques inondation (PPRI) de la « vallée de la Dordogne amont »  approuvé le 15 avril 2011, pour les crues de la Nauze,.
Sagelat est exposée au risque de feu de forêt. L’arrêté préfectoral du 14 mars 2013 fixe les conditions de pratique des incinérations et de brûlage dans un objectif de réduire le risque de départs d’incendie. À ce titre, des périodes sont déterminées : interdiction totale du 15 février au 15 mai et du 15 juin au 15 octobre, utilisation réglementée du 16 mai au 14 juin et du 16 octobre au 14 février. En septembre 2020, un plan inter-départemental de protection des forêts contre les incendies (PidPFCI) a été adopté pour la période 2019-2029,.

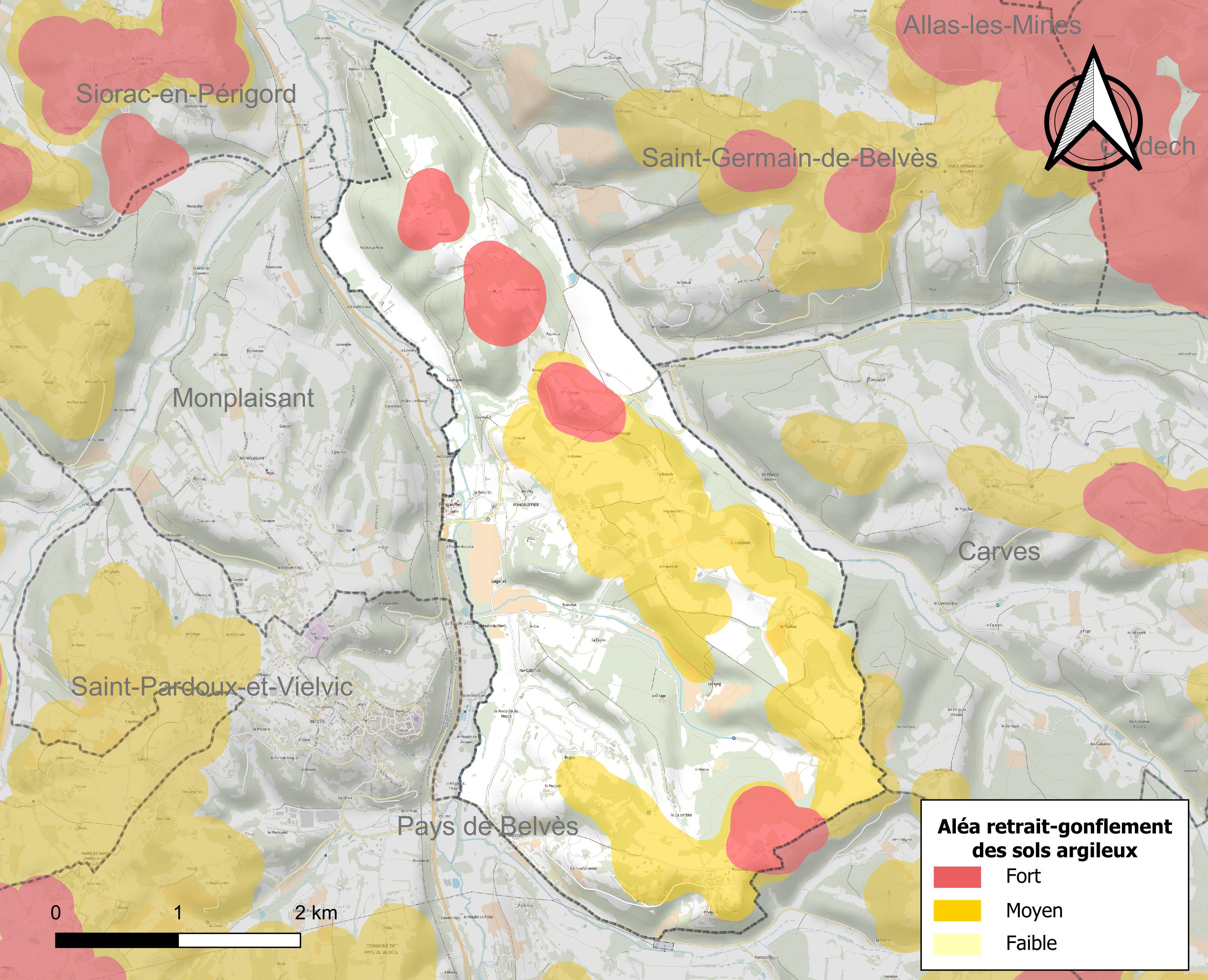
Carte des zones d'aléa retrait-gonflement des sols argileux de Sagelat.

Les mouvements de terrains susceptibles de se produire sur la commune sont des tassements différentiels. Le retrait-gonflement des sols argileux est susceptible d'engendrer des dommages importants aux bâtiments en cas d’alternance de périodes de sécheresse et de pluie. 38,4 % de la superficie communale est en aléa moyen ou fort (58,6 % au niveau départemental et 48,5 % au niveau national métropolitain). Depuis le 1er octobre 2020, en application de la loi ÉLAN, différentes contraintes s'imposent aux vendeurs, maîtres d'ouvrages ou constructeurs de biens situés dans une zone classée en aléa moyen ou fort,.
La commune a été reconnue en état de catastrophe naturelle au titre des dommages causés par la sécheresse en 1989 et 2009 et par des mouvements de terrain en 1999.

#### Risque technologique
La commune est en outre située en aval du barrage de Bort-les-Orgues, un ouvrage de classe A situé dans le département de la Corrèze et faisant l'objet d'un PPI depuis 2009. À ce titre elle est susceptible d’être touchée par l’onde de submersion consécutive à la rupture de cet ouvrage.

## Toponymie
En français comme en occitan, la commune porte le même nom.

## Politique et administration

### Rattachements administratifs
Dès 1790, la commune a été rattachée au canton de Belvès qui dépendait du district de Belvès jusqu'en 1795, date de suppression des districts. Le canton de Belvès est ensuite rattaché en 1800 à l'arrondissement de Sarlat (devenu l'arrondissement de Sarlat-la-Canéda en 1965).

### Intercommunalité
Fin 2000, Sagelat intègre dès sa création la communauté de communes Entre Nauze et Bessède. Celle-ci est dissoute au 31 décembre 2013 et remplacée au 1er janvier 2014 par la communauté de communes Vallée de la Dordogne et Forêt Bessède.

### Administration municipale
La population de la commune étant comprise entre 100 et 499 habitants au recensement de 2017, onze conseillers municipaux ont été élus en 2020,.

### Liste des maires

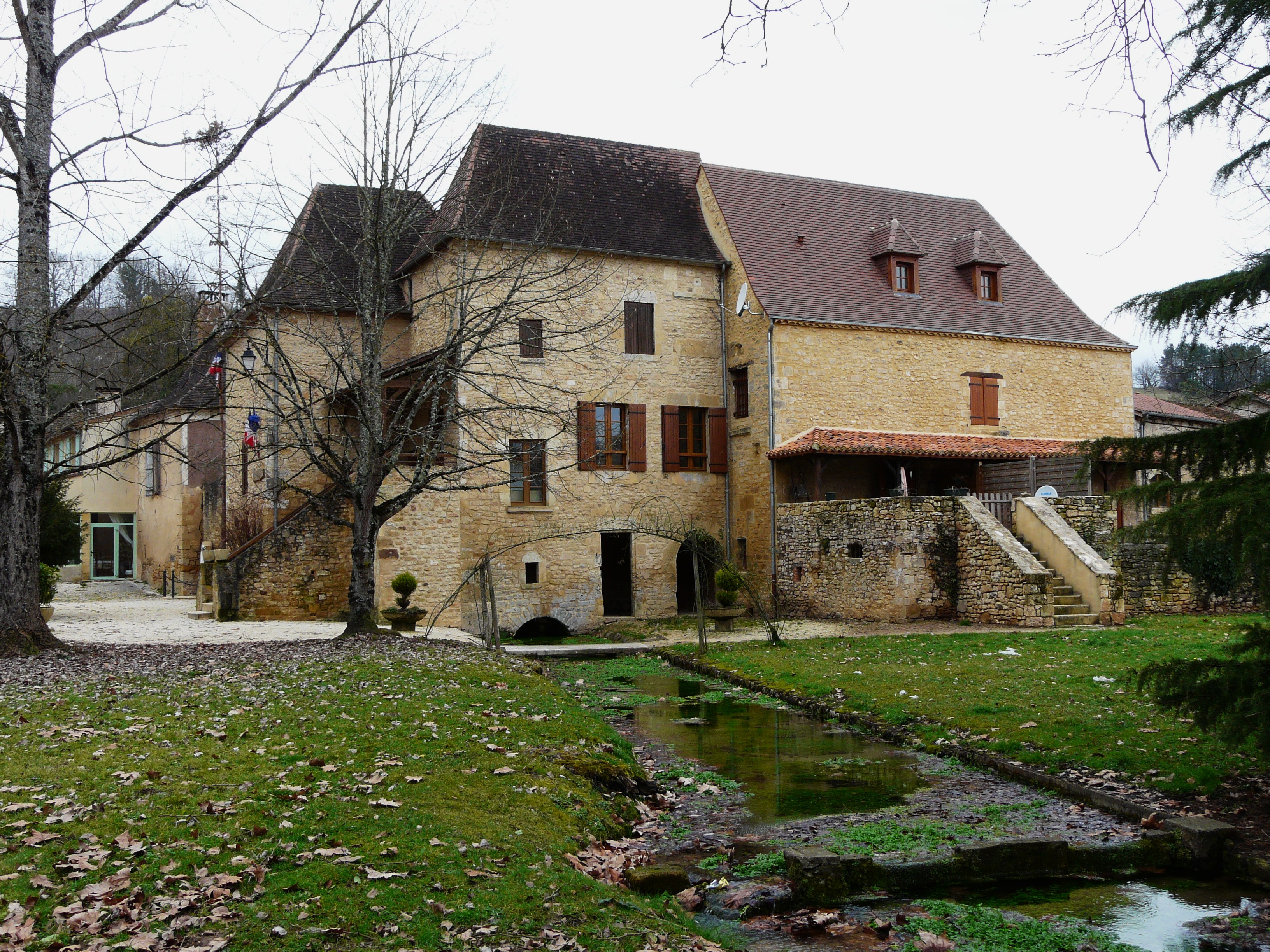
La mairie.

| Période                                  | Période   | Identité          | Étiquette      | Qualité                    |
| ---------------------------------------- | --------- | ----------------- | -------------- | -------------------------- |
| Les données manquantes sont à compléter. |           |                   |                |                            |
|                                          |           |                   |                |                            |
| mars 1947                                | mars 1977 | Fernand Garrouty  | apparenté SFIO | Exploitant agricole        |
| mars 1977                                | mars 2008 | Jean-Louis Peyrus | SE             | Directeur d'école primaire |
| mars 2008 (réélu en mai 2020)            | En cours  | Olivier Merlhiot  | SE             | Podologue                  |

## Équipements et services publics

### Justice
Dans le domaine judiciaire, Sagelat relève : 
- du tribunal de proximité de Sarlat-la-Canéda ;
- du tribunal judiciaire, du tribunal pour enfants, du conseil de prud'hommes et du tribunal de commerce de Bergerac ;
- du pôle Nationalité du tribunal judiciaire de Périgueux (compétent uniquement dans le domaine de la nationalité) ;
- de la cour d'appel et de la  cour administrative d'appel de Bordeaux.

## Population et société

### Démographie
L'évolution du nombre d'habitants est connue à travers les recensements de la population effectués dans la commune depuis 1793. Pour les communes de moins de 10 000 habitants, une enquête de recensement portant sur toute la population est réalisée tous les cinq ans, les populations de référence des années intermédiaires étant quant à elles estimées par interpolation ou extrapolation. Pour la commune, le premier recensement exhaustif entrant dans le cadre du nouveau dispositif a été réalisé en 2008.

En 2022, la commune comptait 317 habitants, en évolution de +3,59 % par rapport à 2016 (Dordogne : +0,37 %, France hors Mayotte : +2,11 %).
| 1793 | 1800 | 1806 | 1821 | 1831 | 1836 | 1841 | 1846 | 1851 |
| ---- | ---- | ---- | ---- | ---- | ---- | ---- | ---- | ---- |
| 491  | 510  | 520  | 609  | 533  | 520  | 528  | 514  | 555  |

| 1856 | 1861 | 1866 | 1872 | 1876 | 1881 | 1886 | 1891 | 1896 |
| ---- | ---- | ---- | ---- | ---- | ---- | ---- | ---- | ---- |
| 563  | 572  | 562  | 528  | 506  | 517  | 485  | 432  | 409  |

| 1901 | 1906 | 1911 | 1921 | 1926 | 1931 | 1936 | 1946 | 1954 |
| ---- | ---- | ---- | ---- | ---- | ---- | ---- | ---- | ---- |
| 417  | 435  | 395  | 356  | 344  | 311  | 337  | 307  | 321  |

| 1962 | 1968 | 1975 | 1982 | 1990 | 1999 | 2006 | 2008 | 2013 |
| ---- | ---- | ---- | ---- | ---- | ---- | ---- | ---- | ---- |
| 293  | 261  | 253  | 302  | 300  | 325  | 348  | 355  | 311  |

| 2018 | 2022 | - | - | - | - | - | - | - |
| ---- | ---- | - | - | - | - | - | - | - |
| 321  | 317  | - | - | - | - | - | - | - |

### Manifestations culturelles et festivités
- Fête votive un dimanche de fin août[54].

## Économie

### Emploi
En 2015, parmi la population communale comprise entre 15 et 64 ans, les actifs représentent 134 personnes, soit 44,1 % de la population municipale. Le nombre de chômeurs (21) a augmenté par rapport à 2010 (15) et le taux de chômage de cette population active s'établit à 15,7 %.

### Établissements
Au 31 décembre 2015, la commune compte 31 établissements, dont quatorze au niveau des commerces, transports ou services, neuf dans la construction, quatre dans l'agriculture, la sylviculture ou la pêche, trois relatifs au secteur administratif, à l'enseignement, à la santé ou à l'action sociale, et un dans l'industrie.

## Culture locale et patrimoine

### Lieux et monuments

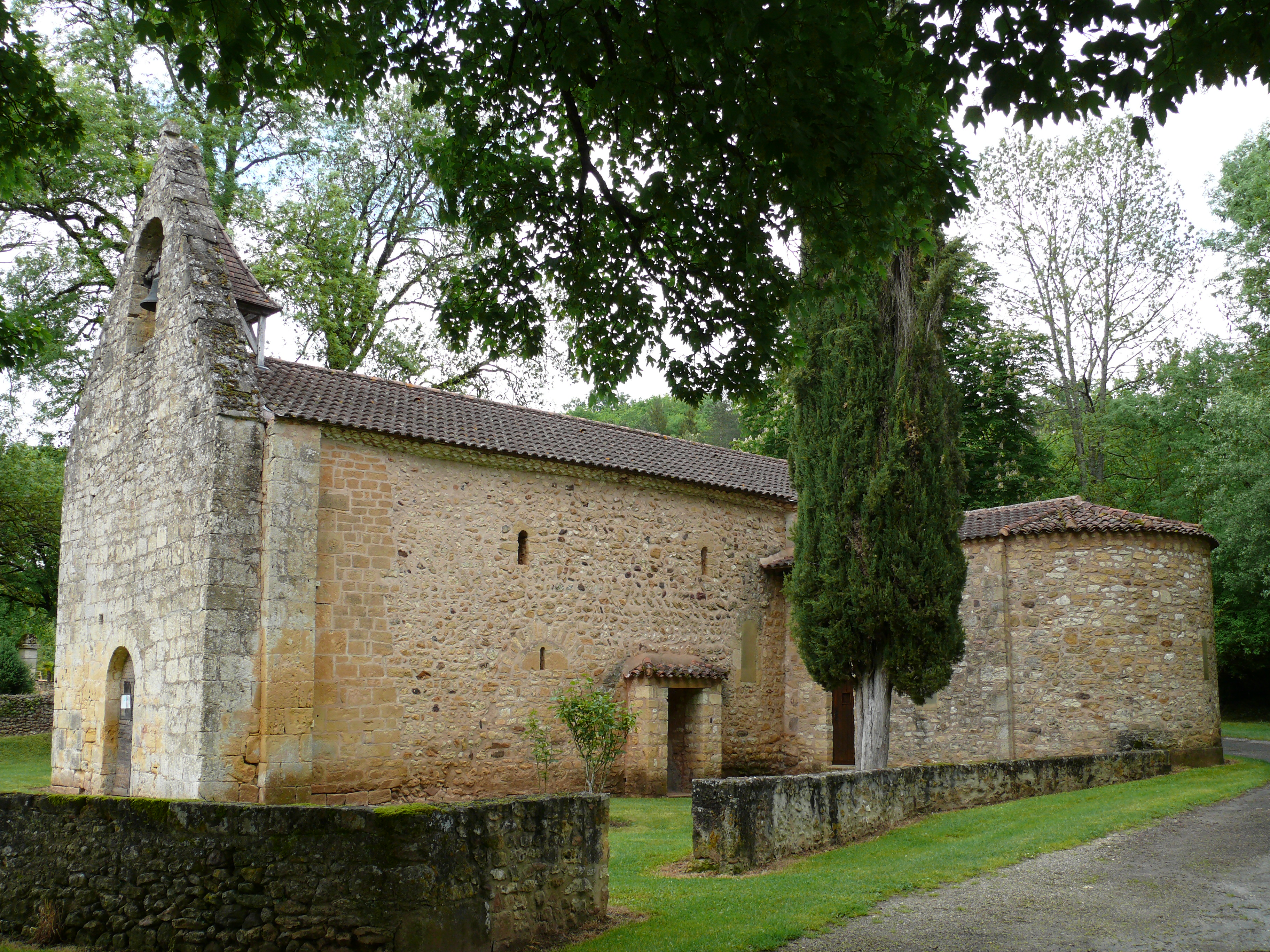
L'église Saint-Victor.
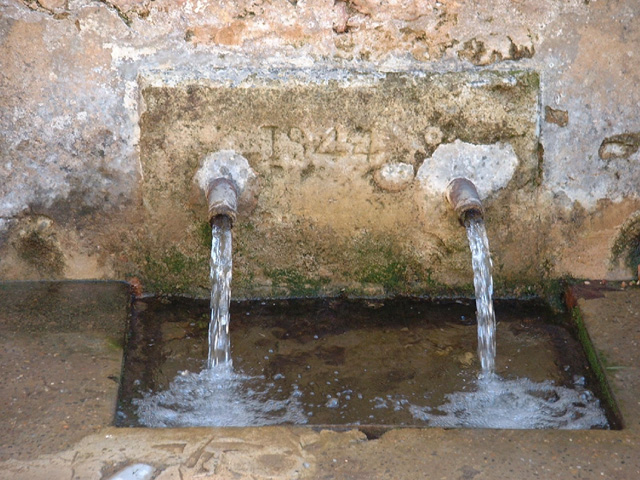
La fontaine de Fongauffier.

L'église Saint-Victor a d'abord dépendu de l’abbaye bénédictine de Fongauffier, fondée en 1095 par une femme nommée Eubolène, dans la dépendance de l'abbaye Saint-Géraud d'Aurillac. Elle a été construite sur le site d'une ancienne villa gallo-romaine.
La fontaine de Fongauffier, épanchement d'une puissante source, fut le témoin d'un épisode historique qui donne une assise à la petite histoire.
Au piédroit de cette fontaine, Waiffer, le dernier duc d'Aquitaine, se rafraîchissait quand la soldatesque de Pépin le Bref le surprit. Waiffer réussit néanmoins à s'échapper et passa la Dordogne au gué de Siorac distant de cinq kilomètres.
Pépin le Bref, le père de Charlemagne, le rattrapa dans la forêt de la Double, à Eygurande, et l'assassina dès sa capture.
D'aucuns situent là les prémices de l'adjonction de l'Aquitaine à la France carolingienne. Waiffer et « ses » gascons tenaient pour leurs terres indépendantes. Cependant, cet apport à la France ne fut réel que bien plus tard sous la monarchie capétienne et le comté du Périgord ne fut enchâssé à l'entité française qu'au XVIe siècle quand le Royaume de France passa aux mains d'un béarnais connu sous le nom d'Henri IV.
Le bourg abbatial de Fongauffier, érigé en 1094, prit le nom de Waiffer pour construire son toponyme. Waiffer, à la suite de multiples dérives, est devenu Gauffier avec autant de variantes orthographiques qu'on peut l'imaginer. L'assemblage de fon, de fontis, et de gauffier donne Fongauffier.
L'abbaye moniale, tout comme les remparts du village, fut détruite avec la grande Révolution.
L'actuelle fontaine n'en est qu'un vestige altéré puisqu'elle fut recomposée en 1844.
Pour en terminer avec la petite histoire rappelons que l'écrasante majorité de la population locale n'avait jusqu'à la grande Révolution qu'une idée bien floue, voire inexistante, de la France et les repères se situaient au niveau des villages du proche voisinage et des seigneurs du lieu. L'occitan était la langue commune et le français ne commença à forcer les portes des chaumières, et encore péniblement, qu'à l'orée du XXe siècle.

### Personnalités liées à la commune
- Jean-Baptiste Lafon de Fongauffier : ce fonctionnaire des finances, né le 21 août 1822 à Sagelat, décédé le 14 décembre 1893, s'impliqua fortement dans la présence française au Sénégal où il fut élu député pour une législature, le 26 mars 1871. Lafon siège à l'extrême gauche de l'époque (celle-ci était loin de la sensibilité maximaliste de nos jours) qui était dominée par Gambetta. Le tribun de la IIIe République était pratiquement un voisin puisque son père était un épicier cadurcien. On note que "de" Fongauffier ne correspond pas à une particule nobiliaire mais avait pour but d'identifier les Lafon dont le patronyme est courant, notamment en Périgord. Aux dernières années de sa de vie, Lafon fut conseiller général de son canton (Belvès) et repose au cimetière de Sagelat.
- Jean Trémoulet (1909-1944), mécanicien a gagné les 24 Heures du Mans 1938, en compagnie d'Eugène Chaboud. Engagé dans la Résistance, il meurt à Puy Chanat, sur la commune de Sagelat, dans un accident de moto lors d'une mission.

### Héraldique
| Blason de Sagelat | Blason  | De sinople à la fasce ondée d’argent accompagnée de trois roues de moulin d’or |
| Blason de Sagelat | Détails | Le statut officiel du blason reste à déterminer.                               |

## Pour approfondir